# Blomsterkörvlar
Blomsterkörvlar (Orlaya) är ett släkte av blomväxter i familjen flockblommiga växter. Släktets arter förekommer i Centraleuropa och Medelhavsområdet.

## Arter
Släktet har tre accepterade arter:
- Orlaya daucoides
- Orlaya daucorlaya
- Orlaya grandiflora (blomsterkörvel)